# Exocentrus hayashii
Exocentrus hayashii là một loài bọ cánh cứng trong họ Cerambycidae.